# Peter Cahn (Músic)
Peter Cahn (Frankfurt del Main, 23 d'octubre, 1927 - Idem. 29 de gener,2016), va ser un educador musical, compositor i musicòleg alemany.

## Biografia
Peter Cahn era fill del conegut advocat i notari de Frankfurt Max Ludwig Cahn (1889–1967) i de la seva dona Ottilie (Tilly) Therese Pauline Schulze (nascuda el 4 de gener de 1892). Com a estudiant, va aprendre a tocar el piano amb Lotte Kahn i va prendre classes de violoncel d'Alexander Molzahn. Com a fill d'un pare jueu, se li va negar tant l'Abitur al "Lessing-Gymnasium" com al Conservatori Hoch.
Després de 1945 va estudiar inicialment composició en privat amb Johann Friedrich Hoff i Kurt Hessenberg, piano amb August Leopolder i direcció de cor amb Kurt Thomas. Després va estudiar musicologia, educació musical i filologia clàssica a la Universitat de Música de Frankfurt i a la Universitat Johann Wolfgang Goethe.
A partir de 1954, Peter Cahn va ensenyar inicialment als instituts de Frankfurt i al conservatori. Des de 1962 va treballar a l'Institut de Musicologia de la Universitat Johann Wolfgang Goethe com a professor de teoria de la forma i teoria de la música i va dirigir-hi el Collegium Musicum. Al mateix temps, va rebre una plaça de professor de composició musical, teoria de la forma i formació de l'oïda a la Universitat de Música i Arts Escèniques de Frankfurt del Main, que el va nomenar professor d'història de la música i teoria de la música el 1982.
Va compondre composicions per a piano a dues i quatre mans, música de cambra per a diferents conjunts, cançons i cantates, música incidental i obres orquestrals.
Com a musicòleg, a més de la publicació commemorativa "Das Hoch'sche Konservatorium" de Frankfurt del Main, va publicar obres sobre disseny formal en l'obra de Beethoven, Paul Hindemith i Hans Pfitzner de 1878 a 1978, així com nombrosos assaigs sobre la història de la música de Frankfurt. història. Del 1986 al 2006 va ser coeditor de la revista “Music Theory”. A més de la seva participació a la universitat de ràdio "Music History", també va treballar en l'edició completa de les obres de Paul Hindemith.
Cahn havia estat membre de la Frankfurt Telemann Society, que ell va cofundar, des de 1992. Des del 2010, Cahn és senador honorari de la Universitat de Música i Arts Escèniques de Frankfurt am Main. El 2013 va rebre la placa Goethe de la ciutat de Frankfurt del Main "en reconeixement dels seus èxits especials".
Té infinitat d'escrits i també va compondre una quantitat important de música, tant la una com l'altra la podeu consultar al seu arxiu de la Viquipèdia en alemany.